# سباق باريس روبيه 1992
سباق باريس روبيه 1992 (بالفرنسية: Paris-Roubaix 1992)‏ هو سباق دراجات هوائية، وهو الموسم التسعين من سباق باريس روبيه، وأقيم في 12 أبريل 1992 ضمن سباقات كأس العالم لسباق الدراجات على الطريق 1992.
فاز بالمركز الأول جيلبرت دوكلو لاسال، وبالمركز الثاني أولاف لودفيغ، وبالمركز الثالث Johan Capiot ‏.